# 天主教阿伯特王子城教区
天主教阿伯特王子城教區（拉丁語：Diocesi Principis Albertensis）是加拿大一個羅馬天主教教區，屬里賈納總教區。
1891年6月4日成立薩斯喀徹溫代牧區，1907年12月2日升為阿伯特王子城教區。1921年4月30日易名阿伯特王子城-薩斯卡通教區，1933年6月9日兩個教區獨立。
教區範圍包括薩斯喀徹溫中部。2004年有教友40,732人、八十七個堂區、四十四名司鐸。現任教區主教為阿伯特·泰夫諾。